# 심지원 묘 및 신도비
심지원 묘 및 신도비(沈之源 墓 및 神道碑)는 대한민국 경기도 파주시 광탄면 분수리에 있는, 조선 중기의 문신인 심지원(沈之源, 1593~1662)의 묘와 신도비이다. 1992년 12월 31일 경기도의 기념물 제137호로 지정되었다.

## 개요
조선 중기의 문신인 심지원(沈之源, 1593~1662)의 묘와 신도비이다. 심지원은 본관은 청송(靑松), 자는 원지(源之), 호는 만사(晩沙)로 감역을 지낸 설(偰)의 아들이다. 광해군 12년(1620) 정시문과에 병과로 급제하였다. 족조(族祖)가 대북파였으나 대북의 정책에는 가담하지 않고 낙향하여 은거하였다. 1623년 인조반정 이듬해 검열에 등용된 뒤 정언·교리·헌납 등 청요직(淸要職)을 두루 역임하고, 인조 8년(1630)에는 함경도 안찰어사로 파견되어 호인(胡人)들과의 말 무역을 단속하고 육진의 방어대책을 진언해 인조의 신임을 얻었다. 병자호란 당시 탄핵으로 한때 벼슬길이 막혔다가 인조 21년 다시 홍주목사로 등용되고, 인조 26년에 이조참의를 거쳐 대사간·대사헌·성균관대사성 등을 역임하였다. 효종 때에는 병조·이조참판을 거쳐 형조·이조판서를 역임하고, 효종 5년(1654) 우의정, 이듬해 좌의정, 효종 9년 영의정에 올랐다. 효종 10년에는 좌의정으로 있으면서 효종이 돌아가자 원상(院相)으로서 국정을 맡았다.
묘역은 사적 제323호로 지정되어 있는 윤관장군 묘와 앞뒤로 인접해 있었다. 이와 관련하여 조선시대 명문가였던 청송 심씨와 파평윤씨 두 문중 간의 400년 묵은 산송(山訟, 묘지에 관한 다툼)이 유명하다. 결국 이 다툼은 2007년 심지원 묘 등 청송 심씨 조상 묘를 현재 위치에서 120여미터 떨어진 곳으로 옮기는 대신 파평 윤씨 문중이 이장할 땅을 청송 심씨 문중에 제공하기로 하면서 마침내 400년 산송의 종지부를 찍게 되었다.
봉분 앞에는 묘비·상석·향로석이 있으며, 상석 전방으로 좌우에 망주석과 문인석이 1쌍씩 배열되어 있다. 묘역 좌측아래에 신도비가 있는데 전체높이가 295cm, 비높이 208cm, 너비 100cm, 두께 35.5cm이다. 비문은 김수항(金壽恒)이 글을 짓고 신익상(申翼相)이 글과 전액(篆額)을 써서 숙종 12년(1686)에 건립하였다

## 같이 보기
- 심지원

## 참고 문헌
- 심지원묘및신도비 - 국가유산청 국가유산포털